# Paraphylax saigusai
Paraphylax saigusai är en stekelart som beskrevs av Setsuya Momoi 1966. Paraphylax saigusai ingår i släktet Paraphylax och familjen brokparasitsteklar. Inga underarter finns listade i Catalogue of Life.